# Heinrich Andreas Contius
Heinrich Andreas Contius, également Cuntius (né en 1708 à Halle-sur-Saale; mort en 1792 ou 1795 à Valmiera) est considéré comme le plus important facteur d'orgue de la région balte au XVIIIe siècle. Fils de Christoph Contius et élève de Joachim Wagner (de), il a d'abord son atelier à Altenbourg près de Mersebourg où il supervise l'orgue dans la cathédrale. Il s'installe en Estonie après 1762. 

## Réalisations
| Années | Lieu                      | Église                | Image | Clavier | Registre | Remarques |
| ------ | ------------------------- | --------------------- | ----- | ------- | -------- | --- |
| 1743   | Halle (Saale)             | Saint-Barthélemy (de) |       |         |          | . |
| 1750   | Dieskau                   | Saint-Anne (de)       |       |         |          | |
| 1759   | Mersebourg                | Saint-Maxime          |       |         |          | Arrêt de la réparation de l'orgue de l'église Saint-Maxime de Mersebourg, car au prix très élevé de 120 Taler l'instrument ne fonctionne pas. |
| 1761   | Riga                      | Saint-Jacques         |       |         |          | |
| 1762   | Cathédrale de Mersebourg  | Dom                   |       |         |          | Supervision et maintenance de l'orgue du château et de la cathédrale de Mersebourg                                                            |
| 1779   | Liepaja                   |                       |       |         |          | Installation d'un nouvel instrument, avec son gendre Johann Andreas Stein (1752–1821) d'Augsbourg.                                            |
| 1780   | Valmiera                  | St. Simonis           |       |         |          | Ouverture de l'atelier de Liepaja (avec Stein)                                                                                                |
| 1783   | Riga                      | Église réformée       |       |         |          | |
| 1787   | Wenden (maintenant Cēsis) | Église St. Johann     |       |         |          | |
| 1788   | Evele                     | Wohlfahrtkirche       |       |         |          | |

## Source
- Elita Grosmane : Die Tätigkeit des Orgelbauers Heinrich Andreas Contius in Deutschland und Lettland. In : Lars Olof Larsson (Hrsg.): Studien zur Kunstgeschichte im Baltikum. Homburger Gespräche 1999–2001. Nr. 18, Kiel 2003, S. 43–63 (18 Abb.).
- Alexander Fiseisky: Die Geschichte der Orgel und der Orgelmusik in Estland. In: Acta Organologica (de), 29, 2006, 11–32.
- Alexander Fiselsky: Die Geschichte der Orgel in Lettland. In: Acta Organologica, 28, 2004. S. 11–36. Zusammenfassung
- Uwe Pape (de), Lexikon norddeutscher Orgelbauer. Band 1: Thüringen und Umgebung, Berlin, Pape Verlag, 2009 (ISBN 978-3-921140-86-4)